# Elit Osztag
Az Elit Osztag, egy a nyolcvanas évek közepe óta működő magyar punk együttes.

## Történet

### Korai évek
Az Elit Osztag 1983-ban alakult, de gyakorlatilag 1985-től működő punkzenekar, amely az 1987-es "süttői Punkfesztiválon" való fellépése után vált országosan ismertté. Első hanganyaguk, a Demo '86 soha nem került kereskedelmi forgalomba. Mint minden korai punkzenekar, az Elit Osztag sem volt a kommunista rendszer "kedvence" elsősorban a fanyar humorú, erősen politizáló szövegei miatt. 

### A kilencvenes évek
Az Elit Osztag a kilencvenes évek közepén elkészítette, az "Élettől keletre" című anyagát, de az együttes nem sok koncertet adott ezekben az években. A kevés élő fellépés és kényszerű tagcserék sem befolyásolták a zenekar működését, egészen a gitáros, Berki Zsolt 2004-ben történt halálos autóbalesetéig. Ezt követően a zenekarra csend borult. 

### 2005 után
Másfél évvel a tragikus baleset után, 2005 decemberében az A38 Hajó színpadán tért vissza a zenekar újra a csendből a régi töretlen hévvel. Ekk Róbert 2007 tavaszán kilépett a zenekarból, helyét Ollé Iván vette át. A 2007 augusztus végén megjelent, A Nagy Rendszermártás című lemezüket a zenekar már vele vette fel. 2011-ben az Elit Osztag, a nagy múltú budapesti C.A.F.B. és az "Utolsó Alkalom" zenekarok közreműködésével közös lemezt készített.

## Tagok
- Nagy Levente – ének
- Volincsák Ákos – gitár
- Járóka Dániel – dob
- Kukor Tamás – basszusgitár

## Diszkográfia
- Mocskos idők - 1985
- Demo '87 - 1987
- Hol vannak a fényes szelek? -1989
- Élettől keletre -1996
- A nagy rendszermártás -2007
- Egység, Kétség, Háromság (Split lemez) -2011